# Боланьос, Александер
Александер Давид Боланьос Касьерра (исп. Alexander David Bolaños Casierra; род. 12 декабря 1999 года в Эсмеральдасе) — эквадорский футболист, нападающий клуба «Депортес Консепсьон».

## Биография
Боланьос — воспитанник чилийского клуба «Коло-Коло». 24 ноября 2018 года в матче против «Уачипато» он дебютировал в чилийской Примере.
В 2019 году Боланьос принял участие в чемпионате Южной Америки среди молодёжных команд в Чили.

## Титулы и достижения
- Чемпион Эквадора (1): 2020